# 中野裕通
中野 裕通（なかの ひろみち、1951年11月10日 - ）は、日本のファッションデザイナー。ファッションブランド「ヒロミチナカノ」の創始者。日本各地の高等学校の制服も数多くデザインし、1994年には学生服メーカーのトンボと提携している。その他ライセンス契約する企業も多い（リーガルコーポレーション、タキヒヨー、ヤギ・コーポレーションなど）。宮城県岩沼市出身。神奈川県中郡大磯町在住。アート、映画にも造詣が深く、過去には『an・an』や『TV Taro』などで映画作品紹介をしていた。

## 経歴
- 1970年（昭和45年）: 宮城県仙台第三高等学校卒業[6]。
- 1972年（昭和47年）: ニコル（NICOLE）入社。
- 1976年（昭和51年）: ビギ（BIGI）入社。
- 1981年（昭和56年）: サンエー・インターナショナル入社、VIVAYOU事業部所属。
- 1984年（昭和59年）: 「hiromichi nakano」ブランド設立。
- 1986年（昭和61年）: 東京ファッションデザイナー協議会（CFD）加入。
- 1989年（平成元年）: 毎日ファッション大賞新人賞受賞。
- 1991年（平成3年）: 株式会社ヒロミチ・ナカノデザインオフィス設立。[7]
- 1998年（平成10年）: パリコレクション初参加（99春夏コレクション）。
- 1999年（平成11年）: 第42回FEC（日本ファッションエディターズクラブ）AWARD特別賞受賞。

## 出演番組
- 浅草橋ヤング洋品店

## 制服をデザインした高校
- 神奈川県立白山高等学校
- 佐賀県立多久高等学校
- 精華女子高等学校
- 聖カタリナ女子高等学校（現:聖カタリナ学園高等学校）
- 京都聖カタリナ高等学校
- 高崎商科大学附属高等学校
- 東京都立保谷高等学校
- 栃木県立今市高等学校
- 広島県立宮島工業高等学校
- 日本福祉大学付属高等学校
- 三重県立白子高等学校
- 福島県立南会津高等学校
- 和歌山県立貴志川高等学校